# Kostel svatého Šebestiána, Rocha a Rozálie (Velké Hostěrádky)
Kostel svatého Šebestiána, Rocha a Rozálie ve Velkých Hostěrádkách je římskokatolický kostel zasvěcený sv. Šebestiánovi, Rochovi a Rozálii. Je filiálním kostelem farnosti Klobouky u Brna.

## Historie
Původní kostel neznámého stáří vyhořel roku 1789. Již o pět let později, roku 1794 byl vysvěcen kostel nový.

## Vybavení
V kněžišti se nachází barokní hlavní oltář se svatostánkem a s oltářním obrazem, zachycujícím všechny tři patrony kostela. Ve věži byly původně zavěšeny tři zvony, které byly roku 1942 použity pro válečné účely. Nové zvony byly zhotoveny až roku 1991. V témže roce byly požehnány tehdejším brněnským biskupem Vojtěchem Cikrlem.

## Exteriér
Kostel stojí uprostřed hřbitova, před jehož vchodem se nachází litinový kříž.

## Galerie

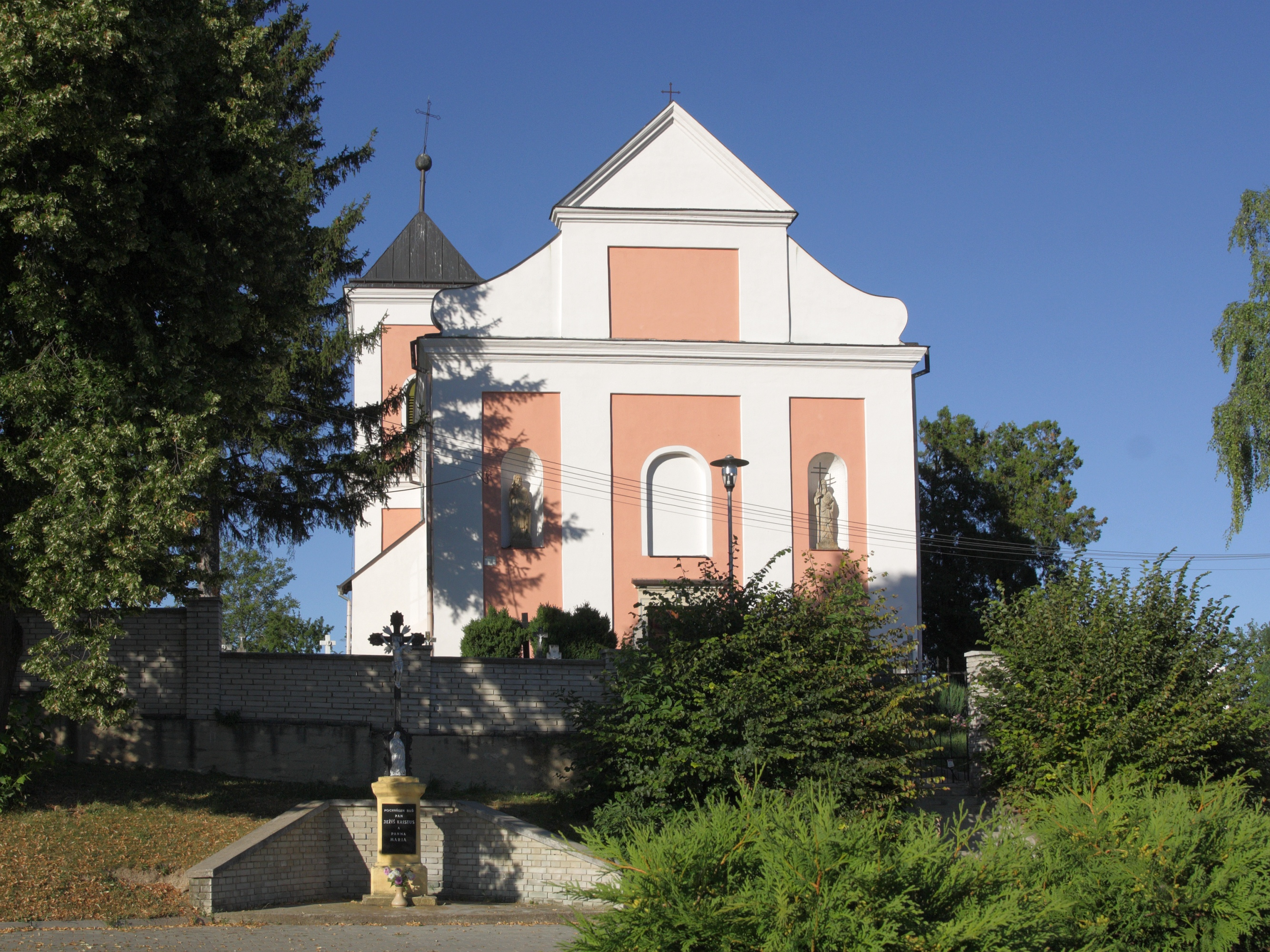
Pohled na kostel zepředu
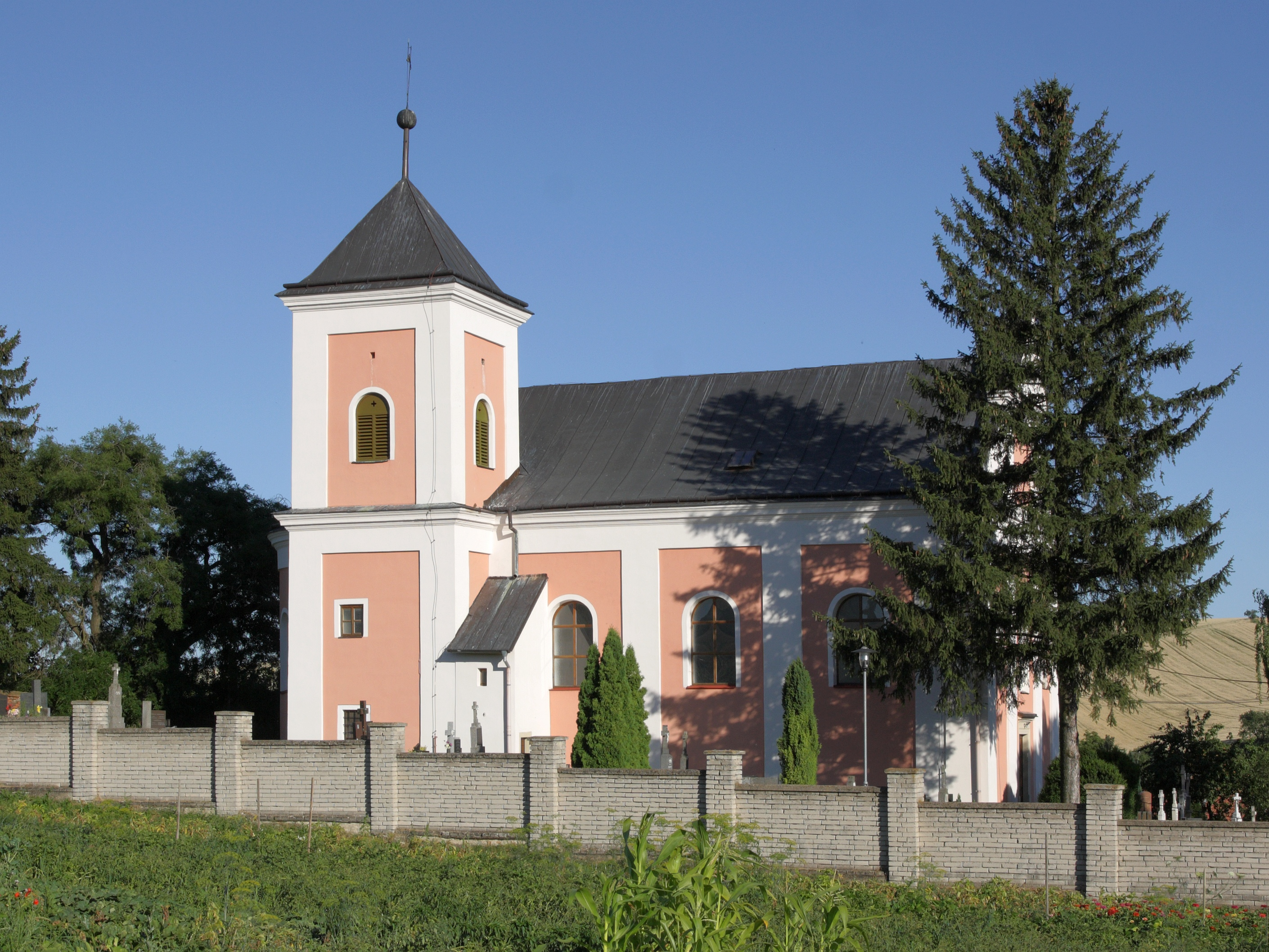
Pohled na kostel zboku
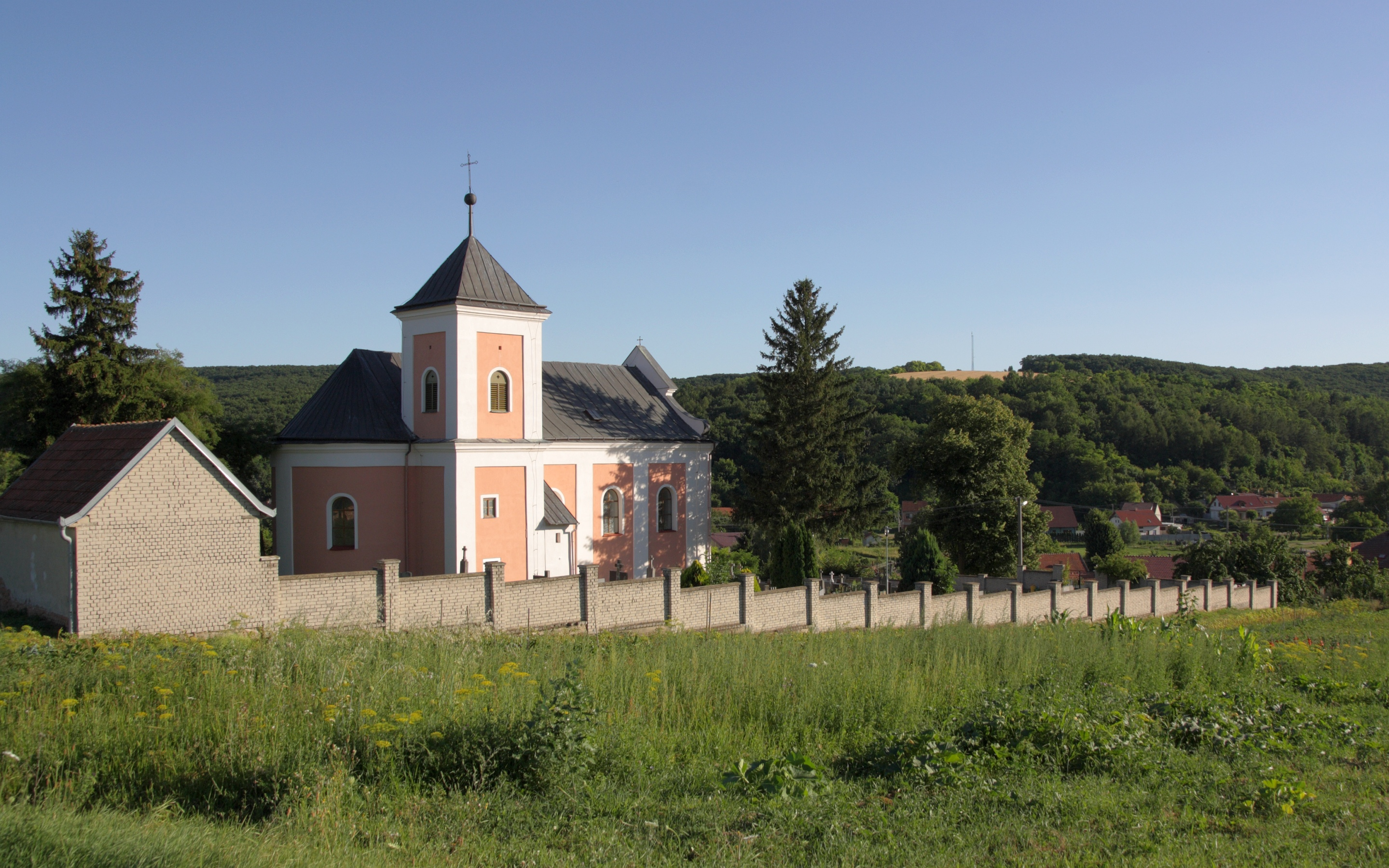
Pohled na kostel zboku